# Krná
Krná (in ungherese Kiskorna) è un comune della Slovacchia facente parte del distretto di Poltár, nella regione di Banská Bystrica.